# Schoß (Körperpartie)

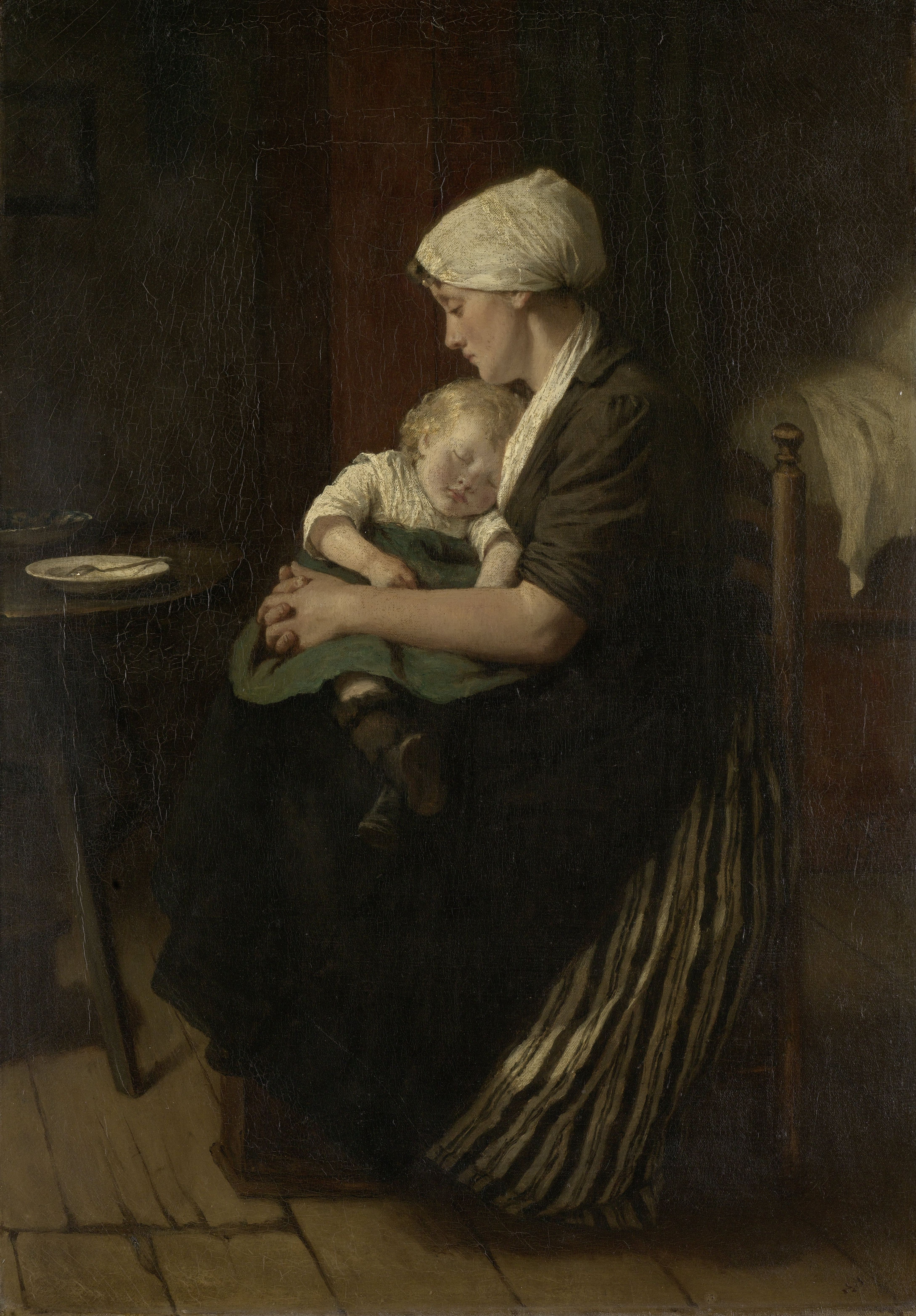
Niederländisches Gemälde aus dem 18. Jahrhundert mit einem schlafenden Baby auf dem Schoß seiner Mutter.

Ein Schoß ist die Fläche zwischen Knie und Hüfte eines Menschen, wenn dieser sich in einer sitzenden oder liegenden Position befindet. Der Schoß eines Elternteils oder einer geliebten Person wird als physisch und psychologisch angenehmer Sitzplatz für ein Kind angesehen.
Unter Erwachsenen deutet eine Person, die auf dem Schoß einer anderen sitzt, in der Regel auf eine intime oder romantische Beziehung zwischen den beiden hin. Beim Lapdance sitzt eine Person auf dem Schoß der anderen.
Der Schoß kann eine nützliche Oberfläche für die Erledigung von handwerklichen Aufgaben sein, wenn kein Tisch zur Verfügung steht. Daher auch die Bezeichnung Laptop für einen Computer, weil er als in der Lage angesehen wurde, auf dem Schoß des Benutzers verwendet zu werden. Auch eine Lap-Steel-Gitarre wird in horizontaler Ausrichtung über oder auf dem Schoß eines sitzenden Gitarrenspielers platziert.